# Омладински активизам
Омладински активизам или активизам младих представља друштвени ангажман младих који су окупљени око неке заједничке идеје и који кроз заједничко умрежавање и спровођење одређених пројеката, за циљ има унапређење квалитета живота младих, стицање компетенција, решавање релевантних питања доприносећи друштву како у локалним заједницама, тако и на државном нивоу. 
Млади су преузели водећу улогу у јавним протестима и заговарању око антиратног активизма, антивладине цензуре, анти-криминала и владине корупције, залажу се за сексуално образовање, проширен приступ образовању и приступ јавном превозу. Технологија и употреба дигиталних медија променили су начин на који млади учествују у активизму на глобалном нивоу, а млади су активнији у медијима у односу на старије генерације.
Млади су често недовољно заступљени у политици, јер одрасли доминирају. Међутим, многи су млади забринути и једини су информисани грађани који се могу залагати за промене унутар својих заједница. Млади су еластична категорија, то је доба живота у којој почиње брига о будућност, али често је то врло  фаза у животу особе за коју су одређена питања око политике релевантна. Они се најчешће залажу за климатолошке промене, политику, здравство и социјална питања.
Друштвени активизам је преовлађујући облик активизма младих данас, пошто милиони младих широм света учествују у друштвеном активизму који одрасли организују, информишу, воде и оцењују. Многи напори, укључујући реформу образовања, права детета и реформу владе, позивају младе да учествују на неки начин, често названим гласом младих. Пример тога су омладински савети.
Политички активизам младих може проћи незапажено јер се активизам младих често догађа на школским основама и изван друштва одраслих, али млади се често суочавају са отпором приликом формирања омладинских активистичких група у школама.  Млади се такође залажу за промене школовања које воде ученици кроз реформу образовања. Постоје структуралне неједнакости због којих млади не учествују у политичким разговорима. Док неки млади учествују у студентској влади, други преферирају студентске синдикате јер студентима дају прави глас и представљају га администрацији док студентске владе немају моћ да изврше стварне промене у школском систему.

## Технологија и активизам
Фејсбук је постао средство за омладинске активисте да прикупљају информације, објављују вести о догађајима и активностима, учествују у групама активиста и ступају у контакт са другим активистима. 
Твитер је још једно такво средство. Иако се користи за пружање веза на теме и активности активизма, не сматра се корисним због ограничења од 140 знакова по поруци. Твитер се такође користио за ширење свести о друштвеним проблемима коришћењем хаштагова.
Омладински активисти могу користити видео блогове као алат за досезање до својих вршњака и публике, за прикупљање подршке, успостављање дискурса и евентуалну мобилизацију других. Млади активисти користе видео снимке како би артикулисали своје идеје и потребе, организовали ресурсе и присталице и радили на постизању циљева и разлога својих присталица. 

## Омладински активизам у Србији
У Србији постоји велики број омладинских невладиних организација и разних организација за младе, тако и оних које делују у појединим локалним срединама. На основу података Центра за развој непрофитног сектора 138 организација удружења грађана је навело да је њихово подручје деловања омладина и студенти. Оне развијају бројне програме које пружају могућности за додатно неформално образовање, волонтерске праксе, омладинске размене и путовања, креативне програме за испуњење слободног времена и разне друге.
У односу на понуду могућности за активизам младих која је код нас развијена релативно добро, истраживања нам показују да је број младих у Србији који се могу сматрати друштвено активним веома мали.
Према подацима невладине Кровне организације младих Србије (КОМС), око 60 посто младих сматра да нема никакав утицај на доношење политичких одлука. То би могло бити једно од објашњења због чега је тек 10 посто младих у Србији активно укључено у политичке организације, а нешто више – 15 посто се прикључило неком удружењу грађана.